# David D. Pearce
David Duane Pearce, född 9 juni 1950 i Portland i Maine, är en amerikansk diplomat. Som ambassadör tjänstgjorde han i Algeriet och Grekland.
Pearce tjänstgjorde som USA:s ambassadör i Alger 2008–2011 och som ambassadör i Aten 2013–2016.